# Dennis Schiller
Dennis Erik Schiller (Göteborg, 18 maggio 1965) è un ex calciatore svedese, di ruolo difensore.

## Biografia
Ha un fratello maggiore, di nome Glenn, anch'egli calciatore professionista.

## Carriera

### Club
Schiller cominciò la carriera con la maglia del Göteborg, per poi trasferirsi in Norvegia per militare con le casacche di Lillestrøm e Molde. Si ritirò nel 1999.

### Nazionale
Schiller totalizzò 14 presenze per la Svezia, con una rete all'attivo.

## Palmarès

### Giocatore

#### Club

##### Competizioni nazionali
- Campionato norvegese: 1

Lillestrøm: 1989